# HITAC
HITAC（ハイタック）とは、日立製作所が自社製コンピュータに使用していた商標。 "HItachi Transistor Automatic Computer" から。

## 黎明期
日立製作所（以下、日立）では、1951年ごろからアナログコンピュータの研究が開始され、1956年ごろからデジタルコンピュータの研究に着手した。まずパラメトロンを使用したプロトタイプとして1957年、HIPAC MK-1を開発。電源開発只見幹線の設計で送電線弛度張力計算などに使われた。その後パラメトロン計算機としてはHIPAC 101とHIPAC103が製品化されることとなったが、以降は並行して研究していたトランジスタ式コンピュータを製品化していくことになった。
HIPAC MK-1（1957年）
38ビットワード。固定小数点数。メモリは磁気ドラムメモリで1024ワード。
HIPAC 101（1960年）
42ビットワード。固定小数点数。メモリは磁気ドラムメモリで2048ワード。1959年パリで開催された Automath に出展。
HIPAC 103（1961年）
48ビットワード。固定/浮動小数点数。メモリは磁気コアメモリで1024/4096ワードおよび磁気ドラムメモリで8192ワード。
トランジスタ式コンピュータはETL Mark IVをベースとして技術導入し、1959年にHITAC 301として製品化したのが最初である。これは事務用を指向し、日本電子工業振興協会に納入された。翌年には制御用コンピュータとしてHITAC 501を開発、関西電力東大阪変電所に納入している。また電気試験所から ETL Mark V の製作を受注している。これをベースに京都大学の研究者らの協力で改良した製品がHITAC 102（1960年）である。京都大学ではKDC-1 (Kyoto-Daigaku Digital Computer 1) と呼ばれた。経済企画庁経済研究所はパンチカードシステムの代替として改良型の HITAC 102B を導入。1961年には事務用途の小型コンピュータとしてHITAC 201を開発した。
HITAC 301（1959年）
BCD12桁+符号を1ワードとする固定小数点式。メモリは磁気ドラムメモリで1960ワード（うち60ワードは高速アクセス可能）。
HITAC 501（1960年）
初の制御用コンピュータ
HITAC 102（1960年）
ETL Mark V ベース
HITAC 201 （1961年）
BCD11桁+符号を1ワードとする固定小数点式。メモリは磁気ドラムメモリで4000ワード。
さらに1958年、国鉄鉄道技術研究所からマルス1の製作を依頼され、完成させる。マルス1は専用設計のコンピュータということもあってかHITACの銘は冠されなかったが、後継のマルス101では他の同様なシステムにも使えるよう設計されHITAC 3030とし、全日空の座席予約システムなどにも使われた。マルスには、その後は一貫して日立のメインフレームが使われることとなった。

## メインフレーム

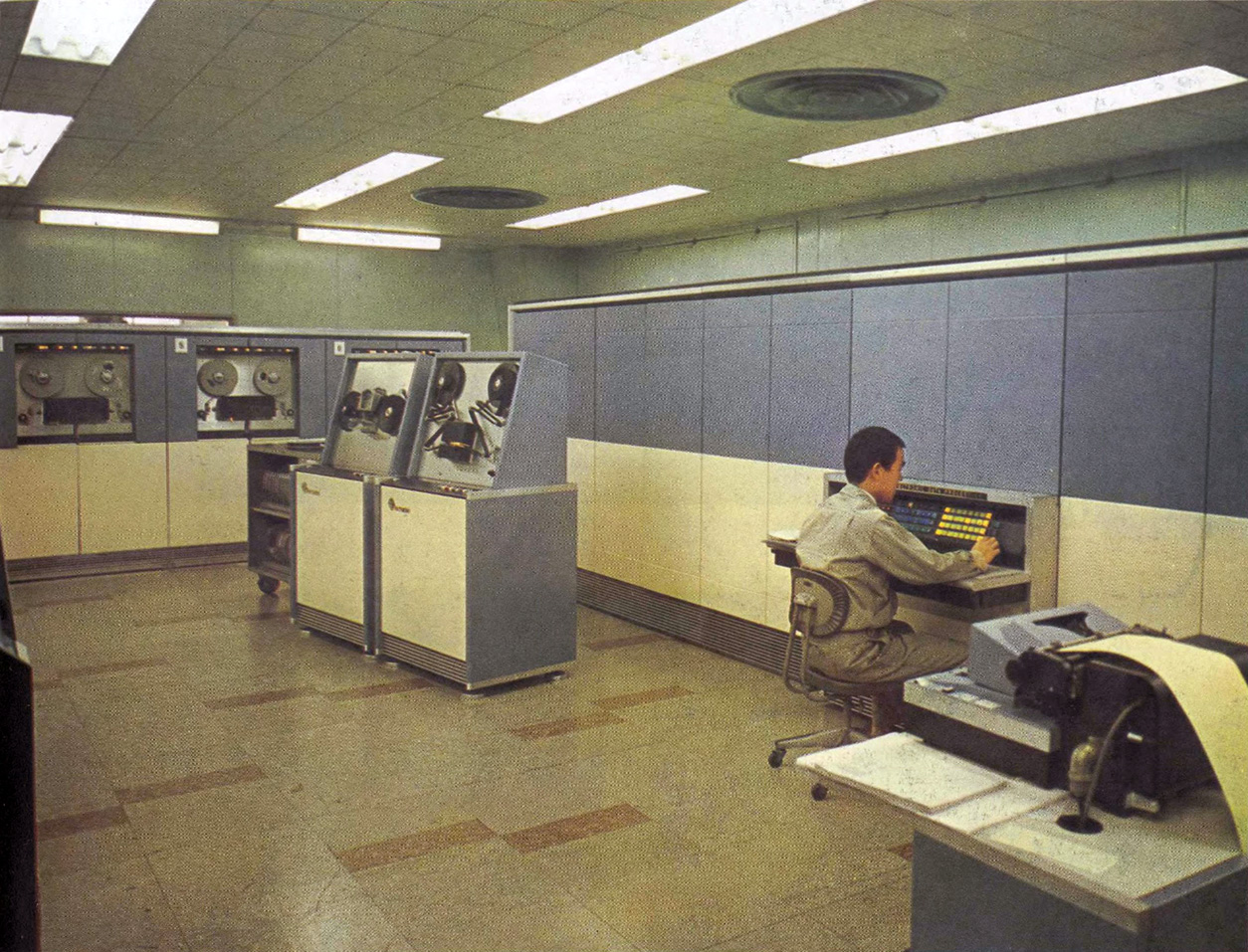
日産自動車計算機センターにてHITAC 3010（1963年設置）

1961年、日立はRCAとコンピュータ技術提携契約を結んだ。この契約により1962年、RCA 301を国産化したHITAC 3010を開発した。1号機は神奈川県庁に納入された。なお、3010は無人証券取引システムの構想があったが、関係者の合意を得られず、棚上げとなっている。後継のHITAC 4010（1963年）はオンラインリアルタイム処理や銀行の為替オンラインシステムなどに使われた。
また、RCAからの技術導入とは別に、TACの開発を行った村田健郎と中沢喜三郎が設計した科学技術用大型コンピュータHITAC 5020が1963年に完成している。ビット単位のアドレス指定を可能とするために、ワード長32ビットのアーキテクチャを持ち、当時としては珍しいビット操作命令を持つ、などといった特徴を持つ。しかしそのために、ワード単位でのアドレス空間が16ビットしかなく、狭いという問題などがあった。電総研から日立に入った高橋茂は、字単位のアドレス指定への変更を主張していた。5020は国産初の大型機であり、IBM 7090並みのスペックを持つ。レジスタに電磁遅延線を利用することでトランジスタを増やさずにレジスタの本数を多くした。遅延線の直列動作による遅さは最新のトランジスタによる高速動作（スペック表には「18MHz」とあるが、その値はビット単位の直列動作の周波数であって、現代の我々が持っているコンピュータのクロックの感覚で評価してはいけない。同じスペック表にある「サイクル時間」の「2マイクロ秒」という値から逆算すれば、「サイクル周波数」は 0.5MHz となる。それでももちろん当時としては高性能である）でまかなったが、それでも前述のメモリ空間と共に速度も問題になり、改良型の同Eと同Fでは並列化が図られた。1965年に製品として出荷され、東京大学大型計算機センター（現東京大学情報基盤センター）をはじめ、多くの組織に納入された。
なお、RCAは新製品がなかなか出てこず、やっと出てきたものも日立が期待したアーキテクチャではなかった。そういったこともあり、前述の3030などもRCAからの技術ではない。そうこうしているうちにIBMが、1964年4月、System/360を発表し、どう対抗していくかがRCAと日立の間で話し合われた。その結果IBM互換路線を採ることとなった。
2001年よりCPUはIBMと共同開発、2018年よりハードウェアをIBM z Systemsベースの日立仕様メインフレームを提供予定
1967年には日立製作所の越智利夫を中心とするグループが5020Eを使用して詰将棋を回答することに成功、加藤一二三（当時八段）が60秒で解く問題を90秒で解いたことでアマ初段の腕前とされた。1968年、週刊朝日の企画で人間対コンピュータの詰将棋早解き競争が行われることとなり、コンピュータには「H君」（HITAC5020）が選定された。人間側の多くはアマ有段者であり、結果は人間側の49勝53敗であった。審判・解説の原田泰夫八段と加藤一二三八段は、「H君」の詰将棋を解く棋力をアマ三段と認定した。
HITAC 3010（1962年）
文字単位のアドレス指定。1文字は7ビット（データ6ビット+パリティ1ビット）。メモリは20,000文字～40,000文字
HITAC 4010（1963年）
3010と互換性あり。
HITAC 2010（1964年）
3010/4010の後継、製品化は断念。
HITAC 5020（1963年）
アキュムレータとインデックスレジスタがメモリの0～15番地に対応。ワード長は32ビット/64ビットの固定/浮動小数点式。メモリは磁気コアメモリで16Kワード～64Kワード。
HITAC 3030（1964年）
40ビットワード。磁気コアで4096ワード。1ワードに2命令格納。前述のように国鉄MARS 101用に設計されたものだが、他のオンラインシステムにも使われた。
HITAC 5020E/F（1966年）
4ビット直並列処理と先行制御によって 5020 を 8～12倍に性能強化。東京大学への5020納入は後に開発中の5020Eに置き換えるとの約束があった（5020では競合したIBM 7094に性能で負けていたため）。

### HITAC 8000 シリーズ
HITAC 8000 シリーズは、RCAがIBMに対抗して1964年に発表したSpectra 70シリーズの基本設計をベースとして日立独自の技術を加えて開発したものである。特徴は以下の通り。
- ICを全面的に採用
- System/360とプログラムの互換性がある
- 入出力インターフェイスを標準化

HITAC 8400はマルス103/104/201で使われた。また、東京慈恵会医科大学での日本初の医事会計システムでも採用された。HITAC 8500は1974年に運用開始された証券市場情報システムで使用された。さらに社会保険庁のオンラインシステムにも採用されている。その後、データベースが重視されるようになったため、8x50系列ではデータベース向けの機能拡張を行い、価格性能比を向上させた。
HITAC 8200, 8300, 8400, 8500（1965年）
メモリは最大512Kバイト。レジスタ等はスクラッチパッドメモリと呼ばれる高速な磁気コアメモリを使用（主メモリの4～7倍のアクセス性能）。CPUは割り込み状態に対応した4種類のモードを持ち、一部レジスタはモード毎に独立して持っている。このため、割り込み処理の入れ子を許さなければコンテキストスイッチする必要がない。また、チャネル・コントローラのインターフェイスを標準化して周辺機器によらず同じ入出力命令で扱えるようにした。
HITAC 8250, 8350, 8450（1971年）
データベース対応、オンライン対応、リモートバッチシステムなどの強化
なお、RCAはSystem/370が単なる360の改良と予想して Spectra 70 を値下げして対抗しようとした。この予想が外れ、事業そのものが立ち行かなくなった。結果としてRCAは1971年にコンピュータ事業をUNIVACに売却することになり、日立は独自に開発を進めることとなった。

### 超高性能電子計算機プロジェクト
1967年、通産省主導の超高性能電子計算機プロジェクトで日立が中心となって開発が行われることになった。このプロジェクトで以下のような技術が開発された。
- ページング方式による仮想記憶
- メモリ共有型の4プロセッサのマルチプロセッサで、キャッシュメモリを採用。
- LSIおよびICの高速化
- パイプライン処理

また、NECはこのプロジェクトでNMOS型メモリチップを開発した(キャッシュメモリに使用された)。現在もキャッシュメモリに使用されるSRAMの原点である。これも含め、プロジェクトの成果は後のDIPSにも生かされることとなった。なお、8000シリーズの入出力インターフェイスを発展させた「インターフェイス69」が標準仕様として策定されISOにも提案されたが、審議順序についてアメリカからの反対があって審議が先延ばしとなり、結局標準として採用されることはなかった。また、8800にもそのまま採用されることはなかった。プロジェクト自体は1972年8月に完成したが、その成果は先行して製品化された。
このプロジェクトの成果を改良し商用化したのがHITAC-8800とHITAC-8700である。8800/8700を使用した東京大学計算機センターのタイムシェアリングシステムは1973年に稼動開始した。
HITAC 8700（1970年）
マイクロプログラム方式でマイクロコードはIC差し替えで変更可能。このため、システムによっては性能に影響のある部分をマイクロコード化して性能強化を図った事例がある。マルス105や自衛艦隊指揮支援システムで使用。
HITAC 8800（1971年）

### HITAC M シリーズ
1971年、日立は富士通と提携し、アーキテクチャを共通化することとなる(三大コンピューターグループを参照)。両社はIBM互換路線を採用し、Mシリーズという共通のサブシリーズ名を付けた（MITI（通産省）のM）。通産省は販売面でも協力するよう指導し、ファコム・ハイタックという会社(略称はFHL、現在の日立 公共システム事業部の前身)が設立されたが、これは主に値引率の大きい大学など教育関連の入札に関与するだけで、両社はそれ以外の市場では激しく競合していた。
IBMはハードウェアとオペレーティングシステム (OS) などのソフトウェア、さらにはサービスをまとめてレンタルしていた。これが私的独占の禁止及び公正取引の確保に関する法律（独占禁止法）違反にあたるとして提訴され、1969年にこれらを分離して販売するようになった（OSとハードの分離は1978年）。これは大きな影響を周辺業界にもたらしたが、その一つとしてアムダールなどの互換（プラグコンパチブルマシン）メーカには後押しとなった。また、同じく独占禁止法対策として1956年にはレンタルだけでなく買い取りもできるようにしていた。こちらはIBM機を買い取って貸し出すリース業者を生み出した。リース業は製品寿命が長くないと成り立たないため、当初はほとんど出現しなかったもののSystem/360のころには多数のリース業者が登場することになった。System/370の登場でリース品が陳腐化し、リース業者は大打撃を受けたが、370をリースする業者も当然登場した。その一社がアイテルである。また、IBMはIBMのマシンに独自の周辺機器を追加して販売するOEM業者のために周辺インターフェイスを公開していた。このことが互換周辺機器製造業者を育てることになった。アイテルはIBM純正品よりも安い互換周辺機器をIBMの本体に組み合わせてリースしていたのである。アイテルはさらにCPU互換機を採用した。ナショナル セミコンダクター (NS) の製造するIBM互換機（中小型）と日立の大型機 HITAC M-180である。
しかし、1979年にIBMが価格性能比を劇的に向上させた新製品を登場させるとアイテルは危機に陥り、コンピュータ部門をNSに売却することになった。日立はNSにMシリーズを供給し続けたが、1989年にNSの汎用コンピュータ部門を日立が買い取り、日立データシステムズ (HDS) を設立した。
日立と富士通の両社は、通産省の補助金を受けてIBMとプラグコンパチブルの汎用機シリーズ、Mシリーズを開発し（Mの由来については前述）、1974年11月に最初の機種を発表した。
IBM互換路線を採用した日立は、常にIBMの新製品を追随しなくてはならない立場に置かれた。性能は独自にハードウェアを強化できたとしても、ソフトウェア的な機能の追加には、互換を保つ関係上、IBMの動向に注目せざるを得ないのである。そのような背景の中で1982年に発生したIBM産業スパイ事件は、大スキャンダル扱いされ、大きな影響が各方面にあった。
HITAC M-170/160II（1975年）
どちらも1プロセッサ。メモリは最大4Mバイト (160II) と8Mバイト (170)。170にはキャッシュメモリも搭載。
HITAC M-180（1976年）
最大2プロセッサ。メモリは最大16Mバイト。キャッシュメモリ搭載。
HITAC M-150（1977年）
1プロセッサ。メモリは最大1Mバイト。
HITAC M-200H（1978年）
当時世界最大、最高速。2プロセッサ。TLBの採用。メモリインターリーブ。
HITAC M-140H, 150H, 160H（1979年）
価格性能比を改善した中小型機
HITAC M-220H, 240H, 260H, 280H（1981年）
価格性能比を改善した中大型機
HITAC M-600 シリーズ（1985年）
最大4プロセッサ。完全LSI化。主記憶は最大512Mバイト。プロセッサの冗長構成による可用性向上。
HITAC M-880 プロセッサグループ（1990年）
最大4プロセッサ。主記憶は最大2Gバイト。
HITAC M-840プロセッサグループ（1991年）
ネットワークのプロトコルとしてTCP/IPもサポートした。リレーショナルデータベースのサーバーをシステムの基本機能として搭載したVOS K（当時のパンフレットではKの前にスペースがある）というOSを使い、ネットワーク上のクライアント・コンピュータのパソコンからデータベースにアクセスできた。
HITAC M-860プロセッサグループ（1992年）
MP5800プロセッサ・グループ（1995年）
MP6000プロセッサ・グループ（1999年）

## スーパーコンピュータ
日立のスーパーコンピュータは1978年のM180用IAP(Integrated Array Processor)から始まった。これはメインフレームのコプロセッサとして使用するベクタープロセッサ機構である。その後のスーパーコンピュータもMシリーズにベクタープロセッサを接続した構造である。HITAC S 810の1号機は東京大学に納入された。
HITAC S 810（1982年）
当時世界最高速の最大630MFLOPS（倍精度）。
HITAC S 820（1988年）
当時世界最高速の最大3GFLOPS（倍精度）。
HITAC S-3000シリーズ（1992年）
4台のマルチプロセッサ構成で最大ベクトル性能32GFLOPS。
以下はHITAC銘が付かないが参考のため掲載する。
SR2001, 2201（1994年）
SR2201を参照。PA-RISCベースで日立製のHARP-1を改造したHARP-1Eプロセッサ。
SR8000（1998年）
w:Hitachi SR8000を参照。POWERプロセッサ改。
SR11000（2003年）
SR16000（2008年）
SR24000（2014年）
（2018年）
気象庁に Cray XC50 ベースのシステムを納入。
終息（2022年）
日立ウェブサイトの「技術計算向けサーバ」のページが、2022年9月30日をもって閉鎖。

## オフィスコンピュータ
HITAC 8100（1965年）
どちらかといえば小型メインフレーム。
HITAC 8210（1967年）
8100の改良機種。
HITAC 1（1970年）
製造は日本信号。電動タイプライター、紙テープリーダー/さん孔機を装備。プログラムはメモリに格納されず、紙テープで供給する。
HITAC 5, 55
プログラムは記録媒体は磁気カードで、プログラム内蔵方式となった。
HITAC L320（1977年）

HITAC L-30, -50, -70（1983年）

HITAC L700（1989年）

## ミニコンピューター

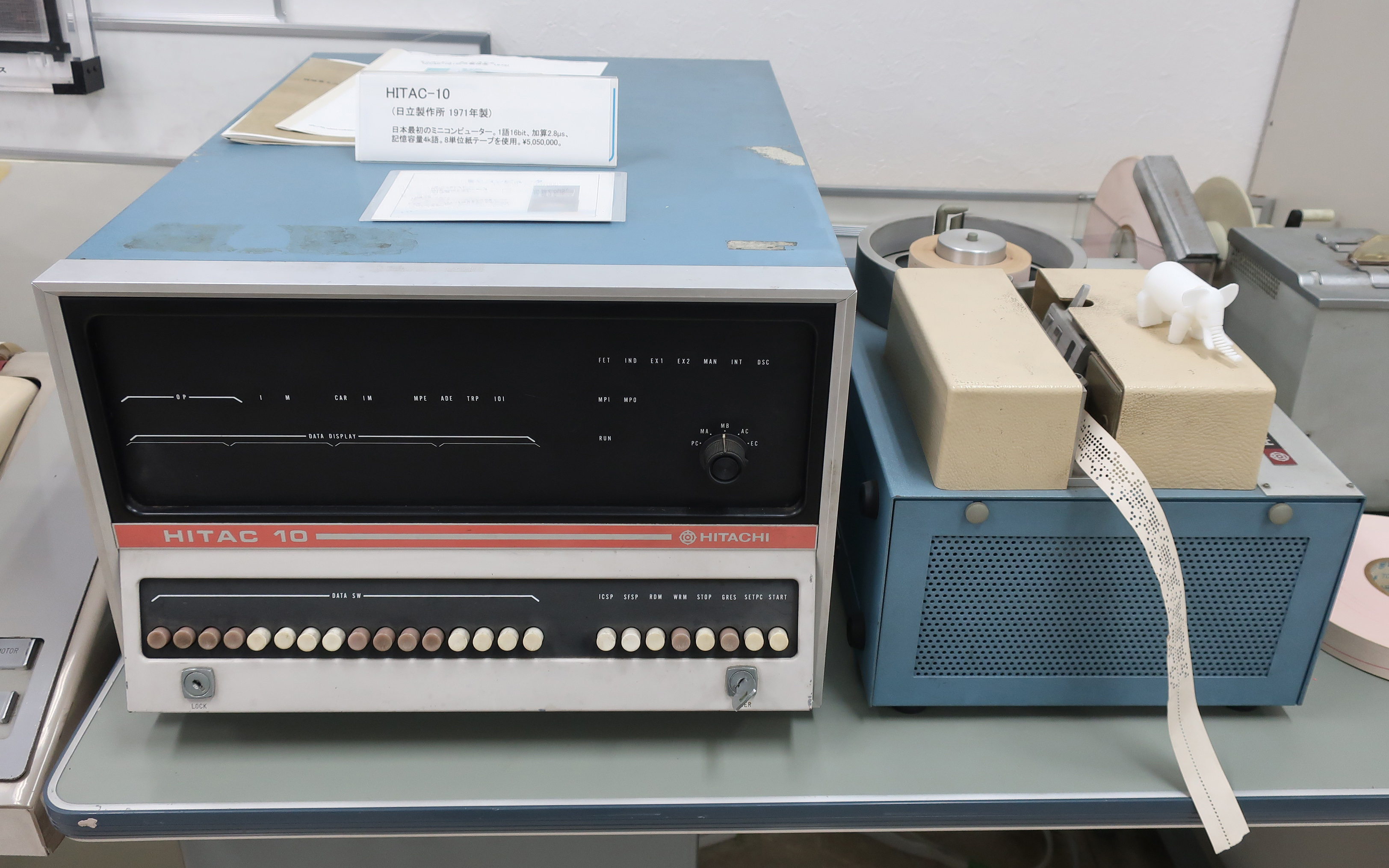
HITAC 10

HITAC 10（1969年）
日立製作所が、国産機として最初のミニコンピューターとして発表し、小型、高性能、高信頼性によりミニコンのベストセラー機となった。最大記憶容量32Kワード（1ワード=16ビット）、磁気ディスク、磁気ドラム、ラインプリンターをはじめ、各種のインターフェイス接続機能を持ち、ソフトウェアはFORTRAN、BASIC、FALCULATOR、アセンブラーを備えていた。
HITAC 10II（1973年）
16ビットワード。集積度が向上して容積が半分になった。磁気コアメモリ32Kワード。
HITAC 20（1975年）
16ビットワード。マイクロプログラム方式。ICメモリで最大64Kワード。
HITAC E 600, 800（1981年）
600は16ビット、800は32ビット。アーキテクチャも異なり、600は従来のミニコン(10/10II/20)を踏襲し、800はMシリーズのアーキテクチャを採用。

## OS
日立が開発したOSが使われた。VOSK、VOS1、VOS2、VOS3というOSがあった。